# Colpochila rubiginosa
Colpochila rubiginosa är en skalbaggsart som beskrevs av Britton 1986. Colpochila rubiginosa ingår i släktet Colpochila och familjen Melolonthidae. Inga underarter finns listade i Catalogue of Life.